# Fumiko Okuno
Fumiko Okuno, född den 14 april 1972 i Kyoto, Japan, är en japansk konstsimmare.
Hon tog OS-brons i solo i konstsim och OS-brons i duetten i samband med de olympiska konstsimstävlingarna 1992 i Barcelona.